# Взгляды Аристотеля на женщин
Взгляды Аристотеля на женщин оказали значительное влияние на представления европейских мыслителей, которые цитировали его труды до конца Средневековья.

## Различия между мужчинами и женщинами
Аристотель придавал женскому счастью такое же значение, как и мужскому. В своём труде «Риторика» он отмечал, что общество в целом не может быть счастливым, если женщины в нём несчастливы. Но при этом Аристотель полагает, что по природе своей женщина ниже мужчины и должна подчиняться ему:

мужчина по отношению к женщине: первый по своей природе выше, вторая — ниже, и вот первый властвует, вторая находится в подчинении. Тот же самый принцип неминуемо должен господствовать и во всем человечестве.— s:Политика (Аристотель)/О домохозяйстве и рабстве
Несмотря на подчинённое, на его взгляд, положение женщин, Аристотель не считал, что общее благо для мужчин должно превосходить женское.

## Роль женщины в наследовании

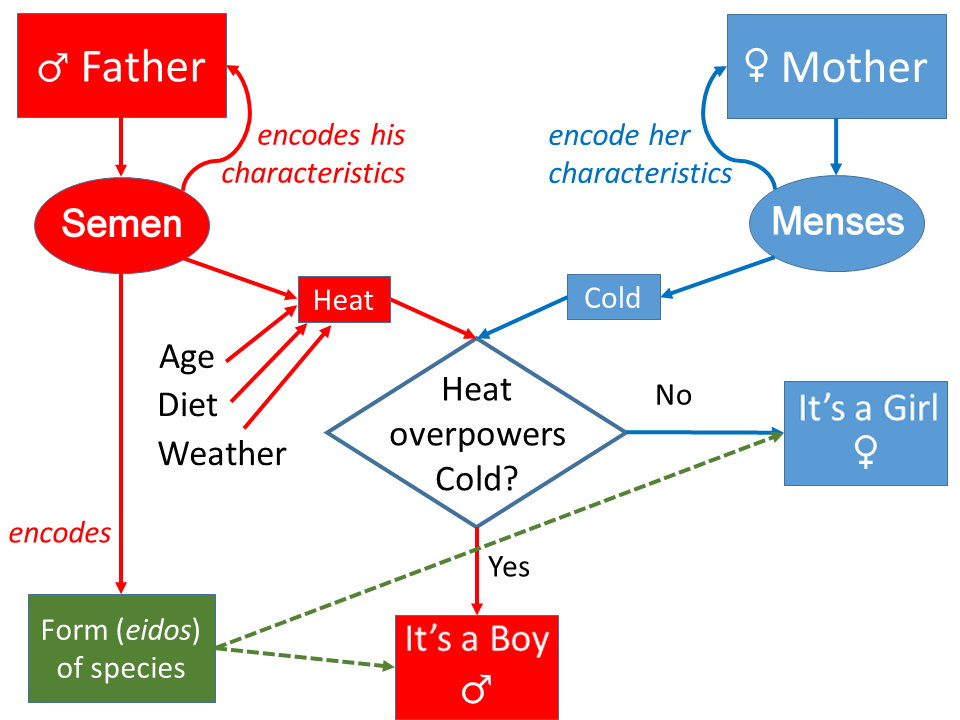
Представление Аристотеля о формировании пола ребёнка, основанное на идее гилеморфизма. Модель не полностью симметрична.

В своих представлениях о наследовании Аристотель опирался на концепцию гилеморфизма, стремясь объяснить, как характеристики родителей передаются ребёнку под влиянием окружающей среды. Согласно его представлениям, сперма отца и менструация матери кодируют их родительские характеристики. При этом схема наследования характеристик частично асимметрична, поскольку только характеристики отца определяют эйдос будущего ребёнка, в то время как движения флюидов отца и матери определяют другие его черты, такие как цвет глаз или форма носа. Аристотель считал, что женское тело хорошо приспособлено для размножения, следовательно, его температура отличается от температуры мужского тела. При этом, по его мнению, если сперма достаточно горячая, чтобы подавить холодную менструацию, то будущий ребёнок будет мальчиком; но если она холодна, ребёнок будет девочкой. Таким образом, по Аристотелю, наследование является частичным, как в менделевской генетике, в отличие от модели Гиппократа, которая описывает смешанное наследование. На пол будущего ребёнка могут влиять различные факторы, влияющие на температуру отцовской спермы, в том числе погода, направление ветра, диета и возраст отца. Другие характеристики ребёнка, помимо пола, также зависят от того, преобладает ли сперма над менструацией, поэтому, если у мужчины сильная сперма, у него будут сыновья, похожие на него, а если сперма слабая, у него будут дочери, похожие на их мать.